# Нейпир, Уильям Френсис Патрик
Генерал сэр Уильям Фрэнсис Патрик Нейпир KCB (англ. William Francis Patrick Napier; 7 декабря 1785 или 17 декабря 1785, Селбридж, Килдэр — 12 февраля 1860[…], Клапем, Большой Лондон) — ирландский солдат, генерал британской армии и военный историк.

## Происхождение и семья
Нейпир родился в Селбридже, графство Дублин, и был третьим сыном полковника Джорджа Нейпира (1751—1804) и его жены, леди Сары Леннокс (1745—1826), дочери Чарльза Леннокса, 2-го герцога Ричмонд. У него было три сестры и четыре брата, среди которых:
- сэр Чарльз Джеймс Нейпир (1782—1853), главнокомандующий Индии. В честь него назван город Нейпир в Новой Зеландии;
- сэр Джордж Томас Нейпир[англ.] (1784—1855), главнокомандующий армией Капской колонии;
- Генри Эдвард Нейпир[англ.] (1789—1853), морской офицер и историк.

## Военная служба
В 1800 году поступил в звании энсина в Королевскую ирландскую артиллерию, но сразу же перешёл в 62-й пехотный полк, а в 1802 году был переведён на половинное жалование. Впоследствии он получил звание корнета в Королевской конной гвардии под влиянием своего дяди герцога Ричмонда, и впервые нёс действительную военную службу в этом полку, но вскоре согласился с предложением сэра Джона Мура перейти в 52-й полк, который должен был пройти подготовку в Шорнклиффском военном лагере. Благодаря сэру Джону Муру он вскоре получил под командование роту в 43-м полку, присоединился к этому полку в Шорнклиффе и стал любимцем сэра Мура.
Он служил в Дании и участвовал в сражении при Кёге. Вскоре его полк был отправлен в Испанию, и он с честью выдержал отступление в Ла-Корунью, невзгоды которого навсегда подорвали его здоровье. В 1809 году он стал адъютантом своего двоюродного брата герцога Ричмонда, лорда-лейтенанта Ирландии, но снова присоединился к 43-му полку, когда тот опять был отправлен в Испанию. С лёгкой бригадой (43-й, 52-й и 95-й полки) под командованием генерала Кроуфурда он совершил знаменитый марш-бросок на Талаверу, описанный им в своей «Истории»; по пути у него случился сильный приступ плеврита.
Он, однако, отказался покинуть Испанию, был ранен при Коа и получил огнестрельное ранение в позвоночник в Казаль-Ново. Он настолько хорошо проявил себя во время погони за Массеной после отхода от линий Торрес-Ведрас, что он, как и его брат Джордж, был рекомендован в бревет-майоры. Он стал майором бригады, участвовал в битве при Фуэнтес-де-Оньоро, но у него случился такой сильный приступ лихорадки, что он был вынужден вернуться в Англию.
В Англии он женился на своей кузине Кэролайн Амелии Фокс, дочери генерала достопочтенного Генри Фокса и племяннице государственного деятеля Чарльза Джеймса Фокса. У них было несколько детей. Одна из дочерей, Памела Аделаида Нейпир, вышла замуж за Филипа Уильяма Скиннера Майлза и родила сына Филиппа Нейпира Майлза. Другая дочь, Луиза Августа Нейпир, вышла замуж за генерала сэра Патрика Леонарда Макдугалла, который после её смерти женился на Марианне Аделаиде Майлз, сестре Филиппа Уильяма Скайнера Майлза.
Через три недели после женитьбы он снова отправился в Испанию и присутствовал при штурме Бадахоса, где был убит его большой друг полковник Маклеод. В отсутствие нового подполковника он принял командование 43-м полком (теперь он был уже майором) и командовал им в битве при Саламанке. После короткого пребывания дома он снова присоединился к своему полку в Пиренеях, и совершил свой самый важный военный поступок в битве при Нивеле, когда, с инстинктивной проницательностью, захватил наиболее сильно укрепленную часть позиции Сульта, практически без приказов. Он служил со своим полком в сражениях на Ниве, где получил два ранения, при Ортезе и Тулузе. За свои заслуги он был произведён в звание подполковника и стал одним из первых награждённых орденом Бани. Как и его брат Чарльз, затем он поступил в военный колледж в Фарнеме. Он командовал своим полком во время вторжения во Францию после битвы при Ватерлоо и оставался во Франции с оккупационной армией до 1819 года, когда перешёл на половинное жалование. Поскольку ему было невозможно содержать семью на половину зарплаты майора, он решил стать художником, сняв дом на Слоан-стрит, где он учился у академика Джорджа Джонса.

## Историк
Годы, проведённые во Франции, он потратил на улучшение своего общего образования, ибо, как это ни кажется невероятным, до того времени автор «Истории Пиренейской войны» не умел писать и писать на приличном английском языке. Но главная его карьера лежала в большой литературе, а не в искусстве. Его талант начал проявляться в умелом обзоре работ Жомини (опубликованных в Edinburgh Review) в 1821 году, а в 1823 году Генри Бикерстет предложил ему написать историю войны на Пиренейском полуострове.
Некоторое время Нейпир сомневался, стоит ли ему принимать это предложение, но в конце концов решил стать писателем, чтобы защитить память сэра Джона Мура и не допустить, чтобы слава Веллингтона затмила славу его старого командира. Сам герцог Веллингтон оказал ему большую помощь и передал всю корреспонденцию Жозефа Бонапарта, захваченную в битве при Витории; она была зашифрована, но миссис Нейпир, проявив огромное терпение, смогла подобрать ключ. Даже маршал Сульт проявил активный интерес к работе Нейпира, организовав её перевод на французский язык; переводчиком был Матье Дюма.
Первый том его «Истории» вышел в 1828 году. Издатель Джон Мюррей был разочарован продажами первого тома, поэтому Нейпир сам опубликовал оставшуюся часть. Однако вскоре стало ясно, что события Пиренейской войны привлекли всеобщее внимание. Доказательством этого стали бесчисленные брошюры, сопровождавшие появление каждого тома, в которых сводились старые счёты и вспоминались прошлые обиды. Успех книги подчеркнул отсутствие ей конкуренции. Аналогичные труды Саути и лорда Лондондерри казались мертворожденными, а сэр Джордж Мюррей, генерал-квартирмейстер Веллингтона, который был полон решимости также выпустить исторический труд, в отчаянии отказался от этой попытки. Успех Нейпира был обусловлен сочетанием факторов. Когда в 1840 году был опубликован последний том «Истории», его имя было хорошо известно не только в Англии, но и во Франции и Германии.
Его жизнь в эти годы была в основном поглощена его «Историей», но он также горячо симпатизировал движению за политические реформы, которое волновало в те годы Англию. «Радикалы» Бата (предшественники чартизма), а также многие другие города, побудили его войти в парламент. Друзья Нейпира фактически пригласили его стать начальником национальной гвардии, чтобы добиться реформ силой оружия. Естественно, будучи «человеком Ватерлоо», он отказался от этой сомнительной чести на том основании, что у него было плохое здоровье, и ему нужно было содержать семью из восьми детей. В 1830 году он получил звание полковника, а к 1841 году он получил звание генерал-майора и был назначен вице-губернатором Гернси. На Гернси он был вовлечён в распри между солдатами и местными жителями. Он работал над предложениями по полной схеме реформы правительства, что многих раздражало; неудивительно, что вскоре он был отозван с этой должности.
В это время у Нейпира произошла роковая ссора с Джоном Гурвудом, который, как и Нейпир, был тесно связан с наполеоновскими войнами, как ветеран, историк и командор ордена Бани. Во время их (очень публичной) ссоры Нейпир подверг сомнению храбрость Гурвуда во время осады Сьюдад-Родриго. Гурвуд, как и Нейпир, страдал от серьёзных ран, полученных в битве, которые усугублялись глубокой депрессией, кульминацией которой стало то, что Гурвуд покончил с собой на Рождество 1845 года, перерезав себе горло.
Пока он был на Гернси, его брат Чарльз завоевал Синд, и критика этого завоевания снова вернула Уильяма Нейпира в сферу литературы. В 1845 году он опубликовал свою работу «Завоевание Шинде» (Шинде — британское название Синда), а в 1851 году — «Историю администрации Шинде», которая по своему стилю и силе соперничала с великой «Историей». В 1847 году он оставил свой губернаторский пост, а в 1848 году получил титул KCB и поселился в Шинде Хаусе в Клапем-Парке. В 1848 году ему было присвоено звание полковника 27-го (Иннискиллингского) пехотного полка, в котором он находился до 1853 года, когда перешёл на место своего брата Чарльза полковником 22-го (Чеширского) пехотногого полка. В 1851 году он был произведён в генерал-лейтенанты.
Его время было полностью занято защитой своего брата, корректировкой многочисленных изданий его «Истории», и написанием писем в The Times на самые различные темы, военные или литературные. Его энергия становится ещё более поразительной, если вспомнить, что он так и не оправился от последствий раны, полученной в Казаль-Ново, и месяцами лежал в постели, чтобы успокоить боль.
Личная жизнь Уильяма была омрачена неизлечимой болезнью его единственного сына, а в 1853 году умер его брат Чарльз. Он посвятил себя написанию биографии своего брата, которая появилась в 1857 году и во многих отношениях является его самой характерной книгой. В конце 1853 году умер его младший брат, капитан королевского военно-морского флота Генри Эдвард Нейпир, а в 1855 году — его брат сэр Джордж. Вдохновляемый своей работой, он прожил до 1860 года, когда, сломленный неприятностями, усталостью и плохим здоровьем, он умер в Клапеме и был похоронен в Вест Норвуде. За четыре месяца до этого он был произведён в генералы.
В соборе Святого Павла есть посвящённый ему памятник.

## Работы
В Одиннадцатом издании Британской энциклопедии его труды по военной истории в то время ставились «несравненно выше, чем у любого другого английского писателя», и его сравнивали его с тремя другими писателями-солдатами: Фукидидом, Юлием Цезарем и Энрико Катерино Давилой. Среди его работ:
- История войны на Полуострове и юге Франции с 1807 по 1814 год (6 томов) (1828-40)
- Завоевание Шинде (1845)
- История администрации Шинде генерала сэра Чарльза Нейпира и кампании на холмах Катчи (1851 г.)
- Жизнь и взгляды генерала сэра Чарльза Джеймса Нейпира (4 тома) (1857)